# Orrefors
Orrefors ist ein Ort in der Gemeinde Nybro in Småland. Der Ort liegt zentral im Glasreich und ist vor allem für seine gleichnamige Glashütte, die heutige Orrefors Kosta Boda, bekannt.
1898 wurde der Herstellungsbetrieb gegründet. In Orrefors befindet sich auch die „Riksglasskolan“, die international renommierte Schule zur Ausbildung von Glasbläsern, Glaskünstlern und Unternehmern in dieser Branche. Überwiegend skandinavische Schüler studieren an der Schule, die Ausbildung steht aber weltweit offen.
Der Name Orrefors stammt vermutlich vom See Orranäsasjön und Fors (Stromschnelle) ab. Das Logo der Glashütte Orrefors zeigt allerdings ein Birkhuhn (schwedisch „Orre“).